# Metro International
Metro International est un éditeur de presse suédois spécialisé dans la publication de quotidiens locaux gratuits à travers le monde. Il édite entre autres le journal Metro.
En 2008, il dégage un bénéfice de 4,1 millions d'euros et en 2009 l'exercice se clôt avec une perte de 21,7 millions d'euros. En 2011, avec la cession de ses filiales française et hongroise, ses résultats s'améliorent.